# Bildungswerk der KAB im Bistum Münster
Das Bildungswerk der KAB im Bistum Münster ist eine Einrichtung der Katholischen Arbeitnehmer-Bewegung (KAB) im Bistum Münster und eine vom Land NRW anerkannte Weiterbildungseinrichtung in anderer Trägerschaft.

## Verständnis und Programm
Die KAB versteht sich als Bildungsbewegung, die politische, arbeitsweltbezogene und werteorientierte Weiterbildung für alle interessierten Bürgerinnen und Bürger, insbesondere für bildungsferne Menschen aus der Arbeitnehmerschaft ermöglicht.
Ein Schwerpunkt liegt auf der Qualifizierung von Menschen fürs bürgerschaftliche Engagement. Das Bildungswerk führt dazu ca. 1100 Veranstaltungen jährlich durch und erreicht damit durchschnittlich 2500 Erwachsene überwiegend aus dem Raum des Bistums Münster. Das Bildungswerk gliedert sich in eine Hauptstelle und 7 regionale Zweigstellen. Es arbeitet an drei Bürostandorten in Münster, Dülmen und Wesel mit sechs hauptamtlichen pädagogischen Mitarbeitern. Über 200 ehrenamtlich geführte Nebenstellen, angedockt an lokale KAB Vereine, ermöglichen Bildungsangebote breit in der Fläche im Münsterland, am nördlichen Ruhrgebiet und am Niederrhein.
Die thematische Arbeit gliedert sich in die Fachbereiche Politik, Arbeit, Engagement, Werte/Lebensgestaltung, Nachhaltigkeit, Kreativität.
Das Bildungswerk arbeitet in einer organisatorischen Kooperation mit dem Bildungswerk der Jungen Gemeinschaft und dem Könzgenhaus in Haltern. Es ist Mitglied in der Landesarbeitsgemeinschaft für katholische Erwachsenen- und Familienbildung.
Es arbeitet nach dem Qualitätsmanagementsystem des Gütesiegelverbundes Weiterbildung, von dem es regelmäßig zertifiziert wird.

## EU-Projekt
In den Jahren 2008 – 2010 hatte das Bildungswerk an dem EU-Projekt IBAK (Identifizierung, Bewertung und Anerkennung informell erworbener Kompetenzen) mitgearbeitet, in Kooperation mit dem HeurekaNet aus Münster und weiteren europäischen Partnern.
Im Jahr 2019 startete das Bildungswerk gemeinsam mit dem HeurekaNet und Partnern aus 7 europäischen Ländern das Erasmus+ Projekt Bildung+digital?!zum Thema Digitalisierung in der Weiterbildung.